# Дуракли
Дуракли (на гръцки: Τραχεία, Трахия, до 1927 година Δουρακλή, Дуракли) е бивше село в Гърция, част от дем Доксат на област Източна Македония и Тракия.

## География
Селото е в подножието на планината Ярум Кая, на 140 m надморска височина, на километър югозападно от Органджи (Кирия).

## История
В началото на XX век селото е турско. В 1913 година има 299 жители. В 1920 година е броено към Органджи. След изселването на турците в средата на 20-те години по Лозанския договор в селото са заселени стотина семейства гърци бежанци с 446 души. В 1927 година името на селото е сменено на Трахия. През 40-те години е присъединено към Органджи.
| Година    | 1913 | 1920 | 1928 | 1940 | 1951 | 1961 | 1971 | 1981 | 1991 | 2001 | 2011 | 2021 |
| --------- | ---- | ---- | ---- | ---- | ---- | ---- | ---- | ---- | ---- | ---- | ---- | ---- |
| Население | 299  |      | 446  |      |      |      |      |      |      |      |      |      |